# Les Enchanteurs
 (octobre 2023).
Si vous disposez d'ouvrages ou d'articles de référence ou si vous connaissez des sites web de qualité traitant du thème abordé ici, merci de compléter l'article en donnant les références utiles à sa vérifiabilité et en les liant à la section « Notes et références ».
Les Enchanteurs est un roman de Romain Gary, publié chez Gallimard en 1973.

## Résumé
Fosco Zaga, héros et narrateur, est chargé d’un amour tel qu’il peut lutter contre la mort. Lui-même a au moins deux cents ans. En Russie, au XVIIIe, la troupe de saltimbanques est dirigée par son père, Giuseppe Zaga, doué tout comme son fils de pouvoirs de guérisseur et d‘illusionniste. De fait, Fosco et Giuseppe combattent la Réalité. En outre, Giuseppe soigne la Grande Catherine (de constipation) avant que le convoi d'artistes ne soit appelé vers l’Est pour distraire et soigner un tyran. Ils en réchappent non sans peine. Après le retour à Saint-Pétersbourg et dans la forêt de Lavrovo tant aimée de Fosco, on annonce le départ prochain pour Venise. Dans la Cité des Doges, Fosco porte un amour infini à la belle vénitienne Teresina, la femme de son père, qui a juste deux ans de plus que lui. Plus tard, se remémorant Venise, son périple russe, Saint-Pétersbourg et l’approche de Prague, la ville morbide et noire, il laisse entendre que son amour pour Teresina, qui en train de mourir, est seul capable de la sauver de la réalité assassine, parce qu’elle peut vivre encore et toujours par l’écriture et la mémoire. Fosco est bien un enchanteur comme tous ceux de sa tribu.

## Éditions
- Paris, Gallimard, « La Blanche », 1973 ;
- Paris, Gallimard, « Folio » no 1904, 1988.